# Copa Macaya
Torneo del Hispania Athletic Club–Copa Alfonso Macaya, conocido popularmente como Copa Macaya, fue un torneo nacido en diciembre de 1900 y organizado por el club catalán del Hispania Athletic Club. Bautizado el trofeo en honor del presidente de la entidad, Alfonso Macaya, que donó la copa, y se disputó en formato de liga entre los diferentes clubes de Barcelona, España.
Fue el primer campeonato futbolístico disputado en la península ibérica, y el antecedente de lo que sería el Campeonato de Cataluña de fútbol.

## Historial
Nota: Nombres y banderas de los equipos según la época. Entre paréntesis indicados los últimos títulos logrados.
| Temporada                                             | Campeón                                               | Subcampeón                                            | Tercero                                               | Notas                                                        |
| Torneo del Hispania Athletic Club–Copa Alfonso Macaya | Torneo del Hispania Athletic Club–Copa Alfonso Macaya | Torneo del Hispania Athletic Club–Copa Alfonso Macaya | Torneo del Hispania Athletic Club–Copa Alfonso Macaya | Torneo del Hispania Athletic Club–Copa Alfonso Macaya        |
| ----------------------------------------------------- | ----------------------------------------------------- | ----------------------------------------------------- | ----------------------------------------------------- | ------------------------------------------------------------ |
| 1900-01                                               | Hispania A. C.                                        | F. C. Barcelona                                       | Club Tarragona                                        | Primer campeonato disputado en España.                       |
| 1901-02                                               | F. C. Barcelona                                       | Hispania A. C.                                        | Club Español                                          |                                                              |
| 1902-03                                               | Club Español                                          | Hispania A. C.                                        | F. C. Internacional                                   | Desaparece en detrimento de la Copa Football Club Barcelona. |

## I Copa Macaya 1901
Los primeros clubs formados en Cataluña fueron: Palamós CF (1898), Català SC (1899), FC Barcelona (1899), Hispania AC (1900) y Soc. Española F (era el RCD Español,1900). En diciembre de 1900 D. Alfonso Macaya, presidente del Hispania AC, ofreció un "Trophy" para jugar un torneo en un formato de Liga con todos los clubs. Este torneo ha sido aceptado oficialmente como el primer Campeonato Catalán, y fue el primer torneo oficial jugado en España. En la temporada 1903-04 se jugó un campeonato organizado por la Asociación de Fútbol de Cataluña. Este campeonato tuvo muchos problemas en los primeros años, pero progresivamente se consolidó y en la temporada 1917-18 era una auténtica liga de fútbol profesional. El campeonato desapareció en 1940, por la creciente importancia de la Liga Española.

### Clasificación
|    |  | Equipo                   | Pts | PJ | G | E | P | GF | GC | Dif | Notas   |
| -- |  | ------------------------ | --- | -- | - | - | - | -- | -- | --- | ------- |
| 1. |  | Hispania Athletic Club   | 11  | 6  | 5 | 1 | 0 | 37 | 2  | +35 | Campeón |
| 2. |  | Foot-ball Club Barcelona | 9   | 6  | 4 | 1 | 1 | 47 | 3  | +44 |         |
| 3. |  | Club Tarragona           | 2   | 6  | 1 | 0 | 5 | 0  | 28 | -28 |         |
| 4. |  | Sociedad Franco-Española | 2   | 6  | 1 | 0 | 5 | 0  | 51 | -51 |         |

C Espanyol F (Barcelona, llamado Soc. Española F) y SD Santanach (Barcelona) se retiran. Nota: algunas veces, un equipo no se presentaba para jugar contra otro. El último toma los puntos, pero los goles no se suman en la tabla.
El Fútbol Club Barcelona, como protesta contra las decisiones injustas que se habían tomado contra él y el favoritismo mostrado por los organizadores hacia el Hispania, se retiró del torneo. El Espanyol se solidarizó con el club azulgrana y ambos abandonaron la competición el 21 de marzo de 1901. En aquel momento, el Barcelona figuraba en segundo lugar y el Espanyol era tercero. (otra fuente)

## II Copa Macaya 1902

### Clasificación
|    |  | Equipo                          | Pts | PJ | G | E | P | GF | GC | Dif | Notas   |
| -- |  | ------------------------------- | --- | -- | - | - | - | -- | -- | --- | ------- |
| 1. |  | Foot-ball Club Barcelona        | 16  | 8  | 8 | 0 | 0 | 60 | 2  | +58 | Campeón |
| 2. |  | Hispania Athletic Club          | 12  | 8  | 6 | 0 | 2 | 30 | 7  | +23 |         |
| 3. |  | Club Español de Foot-ball       | 7   | 8  | 3 | 1 | 2 | 11 | 20 | -9  |         |
| 4. |  | Club Universitario de Foot-ball | 4   | 8  | 1 | 2 | 5 | 8  | 33 | -25 |         |
| 5. |  | Catalán Sport Club              | 1   | 8  | 0 | 1 | 7 | 3  | 50 | -47 |         |

Todos los equipos eran de Barcelona.
Todos los equipos fueron invitados a la Copa de España. Sólo el Barcelona y el Español aceptaron.

### Resultados
|  | Hispania | 2:1' | Español |  |  |

|  | Espanyol | 2:1' | Catalán |  |  |

|  | Universitario | P:G' | Español |  |  |

Jugadores del Español esa temporada:
Acha, Alcalá, Álvarez, Aracil, Belausteguigoitia, Carril, Casanellas, Estapé, Forns, Fuster, Galiardo, García, González, Guerra, Juan, Méndez, Miró, Montells, Mora, Paules, Peña, Pons, Ponz, Rodríguez, Ros, A. Ruiz, J. Ruiz, Soler, Uriz, Vélez
| 22 de diciembre de 1901 | Barcelona                   | 7:0' | Español |                       |                       |
|                         | Steinberg · Gamper · García |      |         | Árbitro(s): S. Morris | Árbitro(s): S. Morris |

Barcelona: Reig, Witty, Meier, Valdés, Viderkehr, Llobet, Parsons, Steinberg, Gamper, García, Green.
Espanyol: Mora, Álvarez, Carril, Fuster, Montells, González, Ruiz, Ponz, Aracil, Méndez, Casanellas.
| 1 de enero de 1902 | Barcelona                   | 8:0' | Universitario |                    |                    |
|                    | Gamper · Steinberg · García |      |               | Árbitro(s): Carril | Árbitro(s): Carril |

Barcelona: Reig, Witty, Meyer, Valdés, Viderkehr, Maier, Parsons, Steinberg, Gamper, García, Almasqué.
Universitario: Alemany, Vinyes, Darné, Margarit, Durá, Solé, Pella, Baladia, Pascuet.
| 6 de enero de 1902 | Barcelona                  | 4:2' | Hispania |                  |                  |
|                    | Albéniz · Gamper · Parsons |      |          | Árbitro(s): Ball | Árbitro(s): Ball |

Barcelona: Reig, Witty, Meyer, Valdés, Viderkehr, Maier, Parsons, Steinberg, Gamper, García, Albéniz.
Hispania: MorrisI, Hamilton, Guirvan, Garriga, Sanmartín, Ortiz, Blak, MorrisII, Blak, MorrisIII, Dobac.
| 19 de enero de 1902 | Barcelona                   | 4:0' | Español |                   |                   |
|                     | Gamper · García · Steimberg |      |         | Árbitro(s): Smart | Árbitro(s): Smart |

Barcelona: Reig, Witty, Artury, Maier, Viderkehr, Valdés, Parsons, Steinberg, Gamper, García, Lasarte.
Español: Acha, Álvarez, Carril, González, Mora, Aracil, Ruiz, Ponz, Montells, Casanellas, Méndez.
| 2 de febrero de 1902 | Barcelona                               | 9:0' | Universitario |                      |                      |
|                      | Gamper · Steimberg · Ossó · (en contra) |      |               | Árbitro(s): Quintana | Árbitro(s): Quintana |

Barcelona: Reig, Smart, Witty, Maier, Viderkehr, Valdés, Steinberg, Ossó, Gamper, García, Green.
Universitario: Alemany, Vinyes, Darnés, Margarit, Margarit, Grau, Balat, Pascuet, Pella, Solé, Mensa.
| 16 de febrero de 1902 | Barcelona                                              | 12:0' | Catalán |                  |                  |
|                       | Viderkehr · Gamper · Steimberg · Albéniz · (en contra) |       |         | Árbitro(s): King | Árbitro(s): King |

Barcelona: Reig, Witty, Green, Maier, Meyer, Valdés, Parsons, Steinberg, Gamper, Viderkehr, Albéniz.
Catalán: Planells, Degollada, Balaguer, Martí, Molina, Oliver, Marqués, Pérez, Gispert, Cusí, García.
| 9 de marzo de 1902 | Barcelona | 1:0' | Hispania |                   |                   |
|                    | Steimberg |      |          | Árbitro(s): Parck | Árbitro(s): Parck |

Barcelona: Reig, Witty, Maier, Terradas, Meyer, Valdés, Parsons, Steinberg, Gamper, Green, Albéniz.
Hispania: MorrisI, Gold, Hamilton, Garriga, MorrisII, Sanmartín, Blak, Blak, Guirvan, MorrisIII, Ortiz.
| 23 de marzo de 1902 | Barcelona                                       | 15:0' | Catalán |                    |                    |
|                     | Steimberg · Gamper · Leask · Parsons · Quirante |       |         | Árbitro(s): Gmelin | Árbitro(s): Gmelin |

Barcelona: Reig, Witty, Smart, Valdés, Terradas, Marín, Parsons, Steinberg, Gamper, Leask, Quirante.
Catalán: Planells, Oliver, Trujillo, García, Marqués, Juliá, Sauré, Casamajó, Raylar, Balaguer, Boixedas.

## III Copa Macaya 1903
Al enterarse la (Sociedad) Madrid Foot-ball Club de la disputa de dicho certamen, solicitó a los organizadores su participación. La tardía petición, puesto que ya se encontraba en visos de ser finalizado, imposibilitó su incorporación aunque sí se le ofreció disputar a su finalización un encuentro frente al vencedor para disputar un premio. Otro de los motivos del viaje de dicho club a Barcelona era el de estrechar más los lazos de amistad entre ellos y las sociedades catalanas, y en especial con el Foot-Ball Club Barcelona —dejando constancia que aún no había surgido la rivalidad entre ambos clubes— y el Club Español de Foot-Ball, devolviendo la grata visita recibida en Madrid meses atrás.
Décadas después se contempló de nuevo que el club madrileño disputase en este caso el Campeonato de Cataluña ya que debido a la guerra civil española, habían cesado las competiciones deportivas en la región central. Tras la aceptación inicial por parte de todos los clubes a inscribir tanto al club madridista como al Athletic de Madrid, con excepción del F. C. Barcelona, se hizo un primer calendario que les incluía. Sin embargo, en una reunión posterior y con presiones del club barcelonés, hicieron que la federación catalana no les incluyese en el torneo alegando que solo podían disputarlo clubes catalanes.[cita requerida] En contrapartida se les ofreció a los jugadores de ambos conjuntos madrileños ingresar en los clubes catalanes para seguir con la práctica deportiva, propuesta que sus clubes correspondientes rechazaron.
Tras la contienda, resultó vencedor el Club Español de Foot-ball, siendo su primer éxito en un concurso. Así pues, se enfrentó posteriormente al conjunto madrileño con el que empató 0-0, celebrándose después un banquete que sirvió para reforzar las relaciones entre ambos clubes y con la Federación Gimnástica Española.

## Trofeo en propiedad
El 22-11-1903 se organiza un torneo para otorgar la copa Macaya en propiedad entre los tres campeones, Hispania CF, FC Barcelona y RCD Español. Como el Hispania se había disuelto y el Español había ganado todos los partidos de la temporada al Barcelona el trofeo se lo llevó el Español. 